# Gljaciologov
Gljaciologov är en kulle i Antarktis. Den ligger i Östantarktis. Australien gör anspråk på området. Toppen på Gljaciologov är 1 349 meter över havet.
Terrängen runt Gljaciologov är platt åt sydväst, men åt nordost är den kuperad. Trakten är obefolkad. Det finns inga samhällen i närheten.